# Eugen d'Albert
Eugene Francis Charles d'Albert (10. května 1864 Glasgow – 3. března 1932 Riga) byl německý klavírista a hudební skladatel. Byl žákem Ference Liszta. Komponoval hudbu orchestrální, vokální, komorní, klavírní i operní.

## Životopis
Otec Eugena d'Alberta byl skladatel taneční hudby a taneční mistr. Eugen se začal hudebně vzdělávat ve dvanácti letech na National School of Music. V šestnácti letech začal veřejně vystupovat na klavír, byl nejmladším klavíristou, který v té době koncertoval s vídeňskými filharmoniky. Přestěhoval se do Německa, kde navázal přátelský vztah s Ferencem Lisztem. V roce 1882 byl jmenován dvorním pianistou ve Výmaru. Koncertoval po celém světě, v roce 1905 podnikl turné po Americe, které skončilo neúspěchem. Poté se věnoval převážně komponování a stal se ředitelem berlínské Hochschule für Musik. Zemřel krátce po dokončení opery Mister Wu.

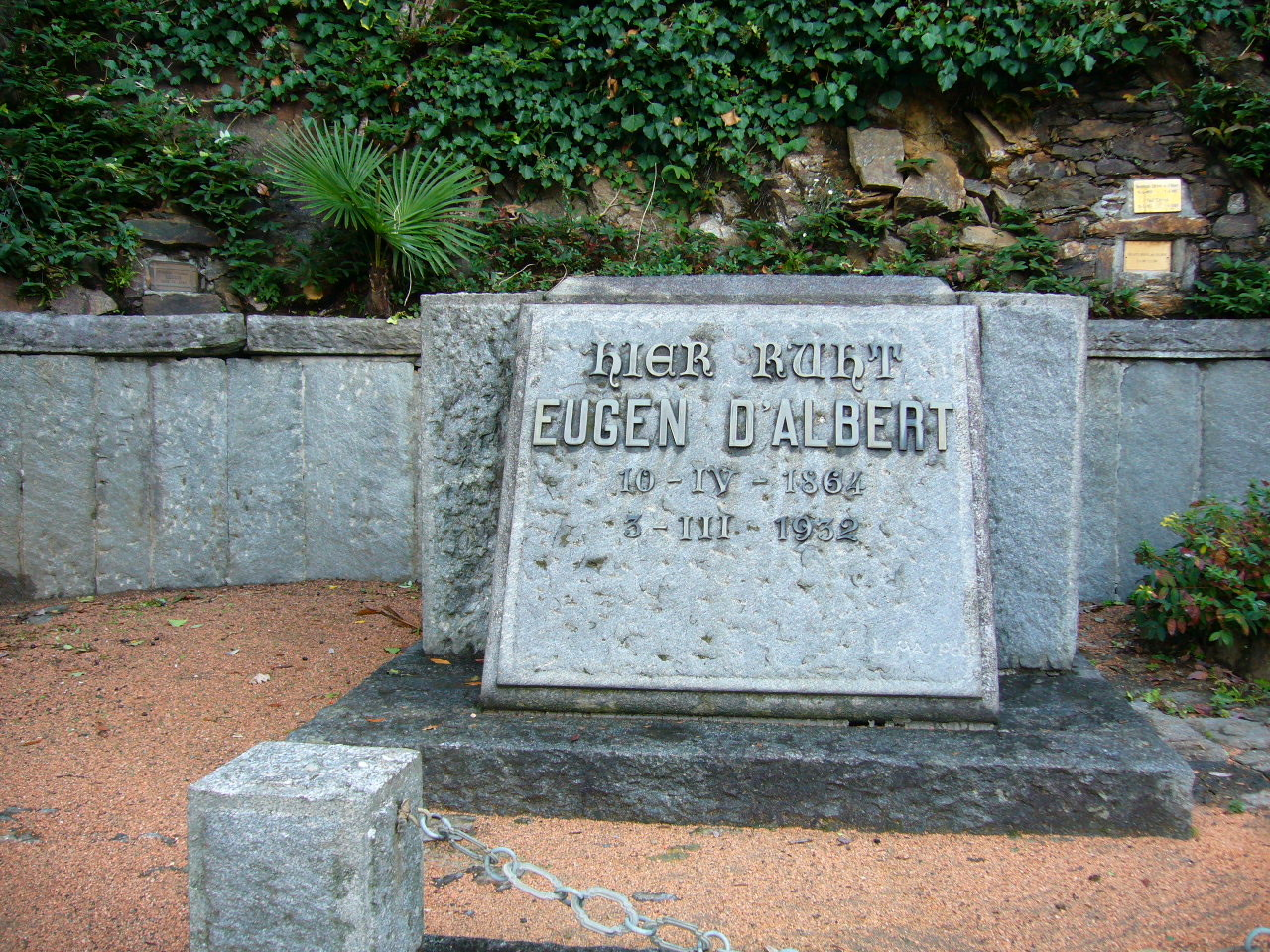
Jeho hrob na hřbitově v Morcote nedaleko Lugana, kantonu Ticino (Švýcarsko).

Eugen d'Albert byl šestkrát ženatý a mezi jeho hobby patřila medicína. Byl pohřben na hřbitově v Morcote, kantonu Ticino ve Švýcarsku.

## Dílo

### Opery
- Der Rubin (1893)
- Ghismonda (1895)
- Gernot (1897)
- Die Abreise (1898)
- Kain (1900)
- Der Improvisator (1902)
- Tiefland (1903) – světová premiéra v Pražském německém divadle
- Flauto solo (1905)
- Tragaldabas (1907)
- Izëyl (1909)
- Die verschenkte Frau (1912)
- Liebesketten (1912)
- Die toten Augen (1916)
- Der Stier von Olivera (1918)
- Revolutionshochzeit (1919)
- Scirocco (1921)
- Mareike von Nymwegen (1923)
- Der Golem (1926)
- Die schwarze Orchidee (1928)
- Die Witwe von Ephesos (1930)
- Mister Wu (1932)

### Orchestrální skladby
- Klavírní koncert č.1 h-moll op.2 (1884)
- Symfonie F-Dur op.4 (1886)
- Esther op.8 (1888)
- Klavírní koncert č.2 E-Dur op.12 (1893)
- Koncert pro violoncello C-Dur op.20 (1899)
- Aschenputtel. Suita op.33 (1924)
- symfonická předehra k opeře Tiefland op.34 (1924)

### Komorní hudba
- Suita d-moll pro klavír op.1 (1883)
- Streichquartett ř.1 a-moll op.7 (1887)
- Klavírní sonáta fis-moll op.10 (1893)
- Streichquartett č.2 Es-Dur op.11 (1893)

### Vokální hudba
- Der Mensch und das Leben op.14 (1893)
- Seejungfräulein op.15 (1897)
- Wie wir die Natur erleben op.24 (1903)
- Mittelalterliche Venushymne op.26 (1904)
- An den Genius von Deutschland op.30 (1904)